# Approuague
Il fiume Approuague (o Apuruaque in lingua tupi) è il principale fiume della Guiana francese.
Esso scorre dai monti Tumuk Humak a nord sino all'Oceano Atlantico, in gran parte del suo percorso in parallelo con l'Oiapoque, con la foce a Pointe Béhague o Cumarumã.
Venne esplorato nella seconda metà del XVIII secolo da una spedizione di guardie svizzere al soldo del re di Prussia Federico II alla quale prese parte anche il celebre mercenario Charles-Daniel de Meuron.